# Stamboom Pieter-Christiaan van Oranje-Nassau (1972)
Dit is de stamboom van Pieter-Christiaan van Oranje-Nassau (1972).
| Stamboom Pieter-Christiaan van Oranje-Nassau (1972)                     | Stamboom Pieter-Christiaan van Oranje-Nassau (1972)                              | Stamboom Pieter-Christiaan van Oranje-Nassau (1972)                                     |
| ----------------------------------------------------------------------- | -------------------------------------------------------------------------------- | --------------------------------------------------------------------------------------- |
| Grootouders                                                             | Pieter van Vollenhoven (1897-1977) x 1934 Jacoba Gijsbertha de Lange (1906-1983) | Bernhard van Lippe-Biesterfeld (1911-2004) x 1937 Juliana van Oranje-Nassau (1909-2004) |
| Ouders                                                                  | Pieter van Vollenhoven (1939) x 1967 Margriet van Oranje-Nassau (1943)           | Pieter van Vollenhoven (1939) x 1967 Margriet van Oranje-Nassau (1943)                  |
| Pieter-Christiaan van Oranje-Nassau (1972) x 2005 Anita van Eijk (1969) |                                                                                  |                                                                                         |
| Kinderen                                                                | Emma Francisca Catharina van Vollenhoven (2006)                                  | Pieter Anton Maurits Erik van Vollenhoven (2008)                                        |